# Fossano

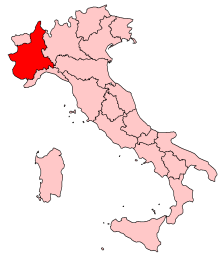

Fossano (Fossana [fʊ'saŋ] em Piemonte , Fossanum em latim)  é uma comuna italiana da região do Piemonte, província de Cuneo, com cerca de 23.865 habitantes. Estende-se por uma área de 130 km², tendo uma densidade populacional de 184 hab/km². Faz fronteira com Bene Vagienna, Centallo, Cervere, Genola, Montanera, Salmour, Sant'Albano Stura, Savigliano, Trinità, Villafalletto.
É o quarto município mais populoso da província de Cuneo, depois de Cuneo mesmo, Alba e Bra. Faz parte do chamado Seven Sisters (as cidades mais importantes da província de Cuneo ), com Cuneo, Alba, Bra, Mondovì, Savigliano e Saluzzo.

## O início
Fossano (Fossan em piemontese) é uma cidade cuja origem romana ou medieval é incerta pois não existem provas suficientes de que a região tenha sido habitada por alguma outra civilização.  Daí a limitação da suposição.
No caso da origem medieval, a cidade pode ter sido formada de duas maneiras: pela proximidade de um núcleo existente como uma abadia ou um castelo ou simplesmente devido à fixação de um grupo sem um pretexto preexistente ou plano de implantação.  De qualquer forma, a fundação da cidade deu-se em local com tráfego excepcionalmente intenso o que privilegiou seu desenvolvimento.
Por conta disso, foram construídos castelos, fortalezas e se organizaram abadias e monastérios.  Ao redor deste núcleo a cidade foi se formando pouco a pouco.

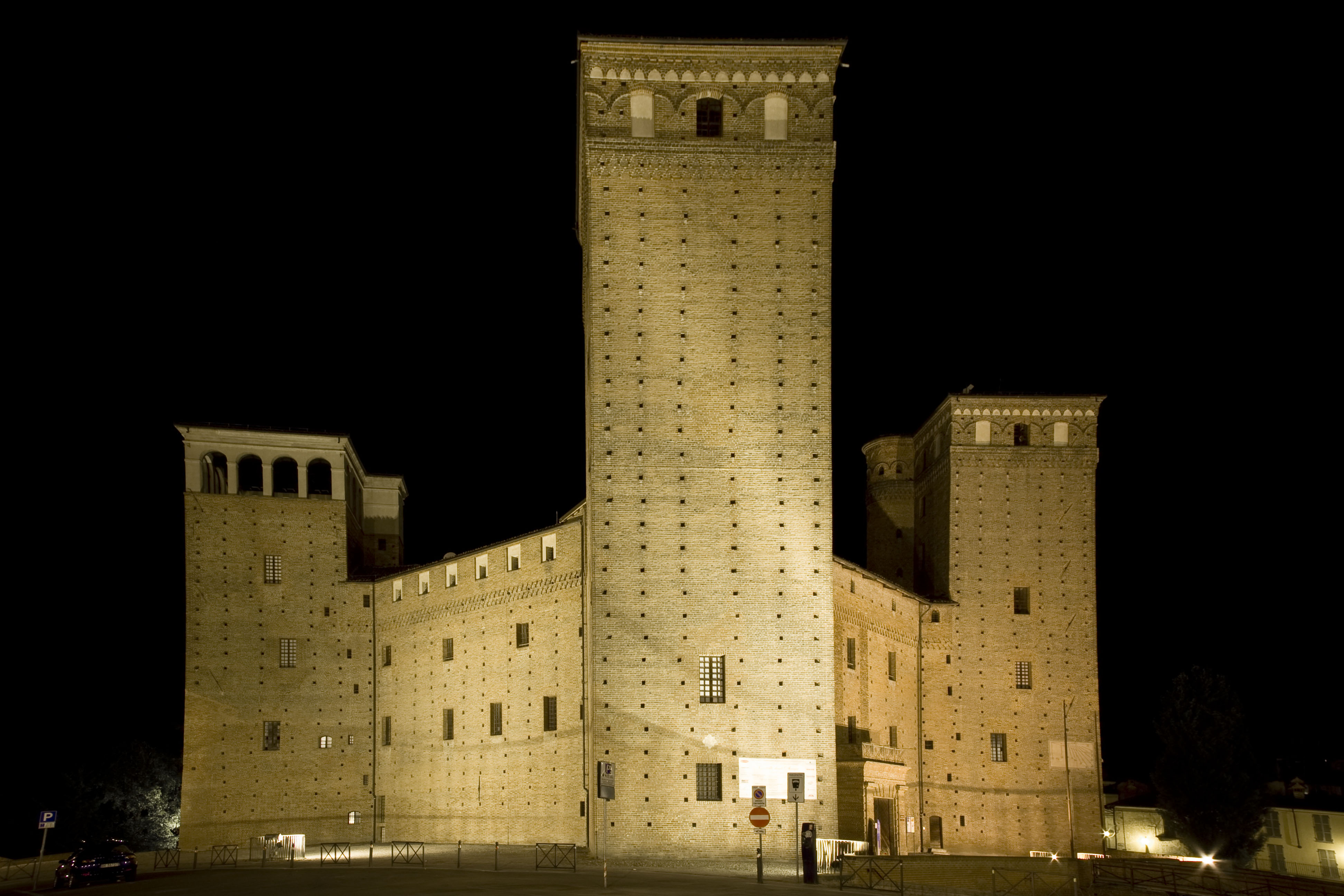
Castelo de Acaja em Fossano.

## Geografia
| “ | Quase no centro do Piemonte e numa belíssima posição, surge a cidade de Fossano. A vista abrange uma vasta área de terra para os Alpes suíços tendo, à esquerda, os penhascos nevados de Saluzzo com o monte Monviso, o "Rei de Pedra" e, à direita, as encostas férteis dos Apeninos. | ” |

Assim via a cidade na primeira metade de "Século XIX, o cânone Peter Pasero, autor do livro "Notícias Históricas da Cidade de  Fossano.  A cidade é, de facto, situada numa colina junto ao rio Stura, posição que lhe permitiu escapar da enchente desse rio em 1994.
Hoje, o núcleo principal da cidade é dividido em dois níveis: a cidade "Alta" (incluindo Borgo Piazza e Borgo Vecchio, que formam o centro histórico, Borgo Salice e Borgo Nuovo) e a cidade "Baixa", dividid em Borgo San Bernardo e Borgo de Sant'António, situada num vale delimitado pela colina Coniolo.
Eis a lista dos Borgos (vilas) da cidade, da mais antiga para a mais nnova:
- Borgo Vecchio;
- Borgo Salice;
- Borgo Piazza;
- Borgo Sant'Antonio;
- Borgo San Bernardo;
- Borgo Nuovo;
- Borgo Romanisio, composto de várias pequenas partes (ou sub-distritos) da cidade.

Esses sub-distritos são 15 (Murazzo, San Sebastiano, Maddalene, Piovani, Gerbo, San Vittore, Mellea, San Martino, Sant'Antonio Baligio, Cussanio, San Lorenzo, Santa Lucia, Tagliata, Boschetti, Loreto) onde habitam 5.253 pessoas.
Antigamente, o centro histórico era dividido em terços: o Borgovecchio (correspondente a uma parte do Borgo central), Salice (correspondente à parte norte do Borgo Piazza) e Romanisio (correspondente à parte sul dos Borgos Piazza e Vecchio). Em 2008, foram fizadas placas nas ruas indicando os nomes antigos e os terços a que pertencem.

## Demografia
| Variação demográfica do município entre 1861 e 2011                               |
|                                                                                   |
| Fonte: Istituto Nazionale di Statistica (ISTAT) - Elaboração gráfica da Wikipedia |

## Culinária
Baci Fossanese

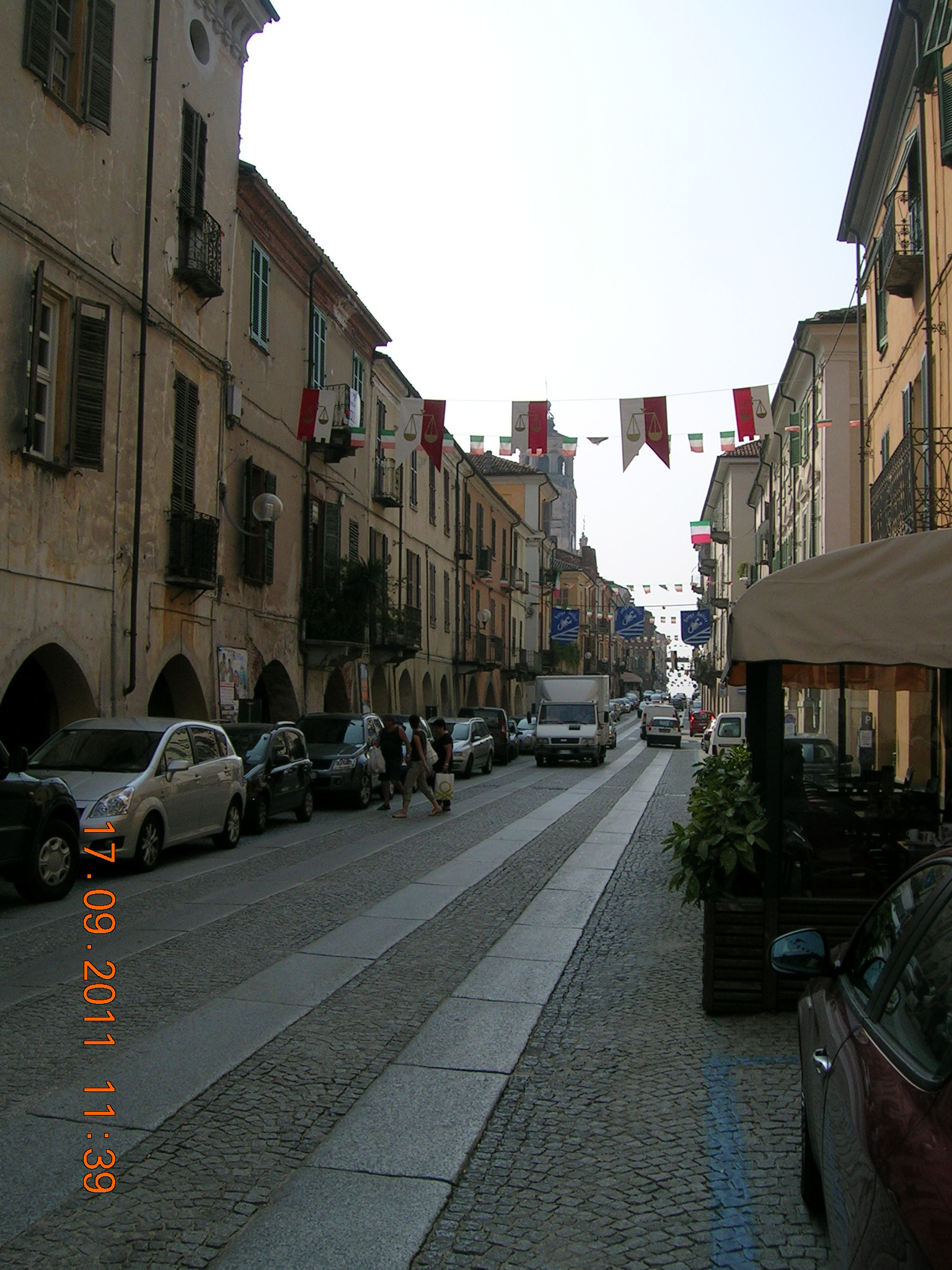
Vista da Via Roma.

Na linha dos "baci" (beijos) italianos, o fossanese é um biscoito de amaretto que são produzidos por uma pequena doceria situada na Via Roma.

### Fritto Misto
O Fritto Misto Piemontese é um prato típico da região (não apenas de Fossano) e é um legado do ritual de abate do porco e a necessidade de não desperdiçar nada.   Na origem do Fritto Misto incluia-se o sangue, os pulmões (branco), o fígado (negro), o cérebro e outros miúdos.

### Vinhos
- Os grandes Nebbiolos
A Nebbiolo é a uva do norte da Itália com que são produzidos os Barolos e Barbarescos, vinhos tintos intensos e perfumados com grande corpo e notável longevidade.

## História

### Fossano, um nome e suas interpretações
O nome Fossano pode ter vindo da transformação do título locus ou fundus faucianus, do nome romano Faucius, pou também derivado da palavra fossato, fossà em piemontês, que indica habitante da vala.  As depressões do terreno são realmente características das colinas sobre as quais a cidade foi erguida.
Os historiadores falam em "o grande fosso Chiotto", Ciot em piemontês, que significa buraco ou vala.
Outra hipótese é que o nome deriva de "fons" saudáveis, indicando a presença de uma fonte próxima de água potável.

### Fossano e suas origens
Algumas descobertas recentes de cerâmica, que ocorreu durante a renovação de edifícios no centro da cidade, sugerem que o planalto já tivesse sido ocupado por um assentamento de pessoas hábeis no metalurgia e cerâmica, durante o tempos pré-romanos ao redor do Século IX a.C..
A cidade foi fundada em 1236 por uma liga de cidades Guelph, que foi formada para combater a cidade de Asti, em um ponto elevado na margem esquerda do rio Stura, uma localização estratégica para o comércio entre o Piemonte e Ligúria. Aprovada em 1304 para o Marquês de Saluzzo, mas, após uma breve ocupação Angevina, entrou da esfera de influência do príncipe Fillipo I d'Acaja.
A história de Fossano é um reflexo da dinastia de Acaja.  O castelo dos príncipes, até hoje preservado, é o símbolo da cidade.  Recentemente, durante a restauração do pavimento da Catedral, foram encontrados restos de camadas históricas que podem reescrever a história da cidade, mostrando algumas raízes do tempo dos romanos.
Desde 1236 as lápides que agora formam as paredes do átrio do Palazzo Comunale, comprovam a edificação da cidade no nordeste.
- 1236: 07 dezembro, data oficial da fundação.
- 1238: Fossano é declarada cidade Ghibellina, sob a égide imperial de Frederico II.
- 1250: fim do apoio imperial. Início de um período de conflito e instabilidade.
- 1314: ato de submissão ao príncipe Filippo d'Acaja.
- 1324: começo da construção do castelo.
- 1365: conflito entre Giacomo d'Acaja e o Marquês Frederico II de Saluzzo.
- 1418: fim da família Acaja.
- 1424: Amadeu VIII de Saboia confirma os privilégios da cidade e traça os novos limites.
- 1432: os frades Menores da Ordem de São Francisco se estabelecem na cidade.
- 1521: ano da peste negra; na localidade de Cussanio, a Virgem aparece para o surdo-mudo Bartolomeu Coppa, dando a visão e a fala.
- 1532: nascem as confrarias da SS. Trindade, de Gonfalone da Misericórdia.
- 1536: Fossano é ocupado pelos franceses que não conseguem, no entanto, entrar no castelo.
- 1539: o Senado do Ducado de Saboia realiza as suas sessões na cidade.
- 1552: Fossano fica sob domínio francês.
- 1559: Emanuel Felisberto de Saboia muda-se com a corte para Fossano.
- 1566: o duque de Saboia concede a Fossano o título de cidade pela fidelidade demonstrada e o lema "Fidelitatis insígnia".
- 1592: O ano da criação da diocese de Fossano.
- 1630: a peste volta a Fossano, mas não contamina a cidade. A população já é de 15.000 habitantes.
- 1690: batalha de Staffarda. Novo saque dos franceses. A cidade fica enfraquecida.
- 1724: a Irmandade do SS. Trindade constrói o hospital da cidade.
- 1787: a colônia é elevada a sede destacada da Real Academia de Ciências de Turim.
- 1797: a cidade é sitiada pelas tropas napoleônicas, comandadas pelo General Serrurier.
- 1829: o fossanese Sansone Valobra recebe uma medalha de honra como o inventor do fósforo.
- 1860-1877: são derrubadas quase todas as muralhas da cidade.
- 1898: o General fossanese Fiorenzo Bava-Beccaris ordena ao exército a disparar sobre civis em Milano.
- 1903: a Fundação Caixa Econômica, anteriormente chamada Monte di Pietá, tem uma nova sede no Palácio do Comandante; dois anos depois é fundada a Cassa di Risparmio di Fossano (Caixa Econômica de Fossano).
- 1908: é fundada na era do "anônimo Sociedade Italiana para o experimento dell'ortoelicottero Fuseri.
- 1943-1945: A madre superiora do convento dominicano de Fossano para iniciantes, a Irmã Maria Angelica Ferrara passa a cuidar de duas crianças refugiadas judaicas da Bélgica, enquanto a mãe trabalha protegida sob uma identidade falsa, no hospital da cidade. Por seu engajamento cívico, a irmã Ferrari recebeu in memorian, no dia 14 dezembro de 1992 a alta honra de "justos entre as nações" do Instituto Yad Vashem de Jerusalém.[2]
- 1945, 30 de abril:0 a 3.ª Divisão dos Alpes, liderada pelo capitão Cosa, livra Fossano da ocupação nazista.

### A comunidade judaica de Fossano
Fossano foi sede, desde o século XVI até os anos anteriores à Segunda Guerra Mundial, de uma pequena mas próspera comunidade judaica.  Restam poucos traços dessa comunidade em alguns velhos edifícios, situados na Via Falletti e na Via IV Novembre (a sinagoga foi demolida em 1960) e no cemitério do século XIX na Via Orfanotrofio, no lado de fora da porta del salice.

### O castelo dos Príncipes de Acaja
Fundado em 1324 a mando de Filipe I de Acaja, foi concluído em 1332, com uma estrutura gótica quadrada formada por torres nos cantos ligadas por passagens nas muralhas.
Apesar de sua origem como fortaleza, o complexo foi convertido em uma mansão de um século depois por Amadeo VIII de Saboia, enquanto o pátio, obra de Gaspare Solari, com arcadas renascentistas em três lados, a partir da segunda metade do século XV.
Tendo servido como prisão e quartel, foi reutilizado nos tempos modernos, como um espaço para a cultura: o fosso que o circunda é usado por escolas locais para os espetáculos amadores de teatro e outros eventos culturais (como as batalhas navais da mostra anual do modelismo aeronaval), que atrai espectadores de toda a região.
Durante as festividades de Natal, o castelo é iluminado com luzes e projeções coreografadas.

### Centro Histórico
O centro histórico Fossano é dividido em dois: O Borgo Piazza, desenvolvido entre '400 e '700, e o Borgo Vecchio, o núcleo original da cidade da Idade Média. Rico em edifícios medievais, renascentistas e barrocos, é caracterizada pela presença das arcadas, que cobrem inteiramente a Via Roma e também se estendem por outras vias próximas, incluindo a Via Cavour, Via Garibaldi , Via Barotti e Via Muratori. Do lado oriental do centro é delimitada pela Viale Mellano, via para pedestres que oferece vistas deslumbrantes do Langhe, enquanto o lado ocidental, ao longo da via Martiri dell'Indipendenza, Viale Sacerdote e Viale Bianco, pode-se apreciar o panorama dos Alpes, dominado pelo Monviso. Das antigas muralhas da cidade, restam apenas  alguns trechos da Porta del salice, Porta di San martino e os muros do castelo, bem como os restos visíveis na via Mellano que estão sendo restaurados.

## Igrejas
- Sant'Antonio Abate
- S.S. Trinità
- San Bernardo
- San Filippo
- San Giorgio
- Spirito Santo
- Santa Maria del Salice

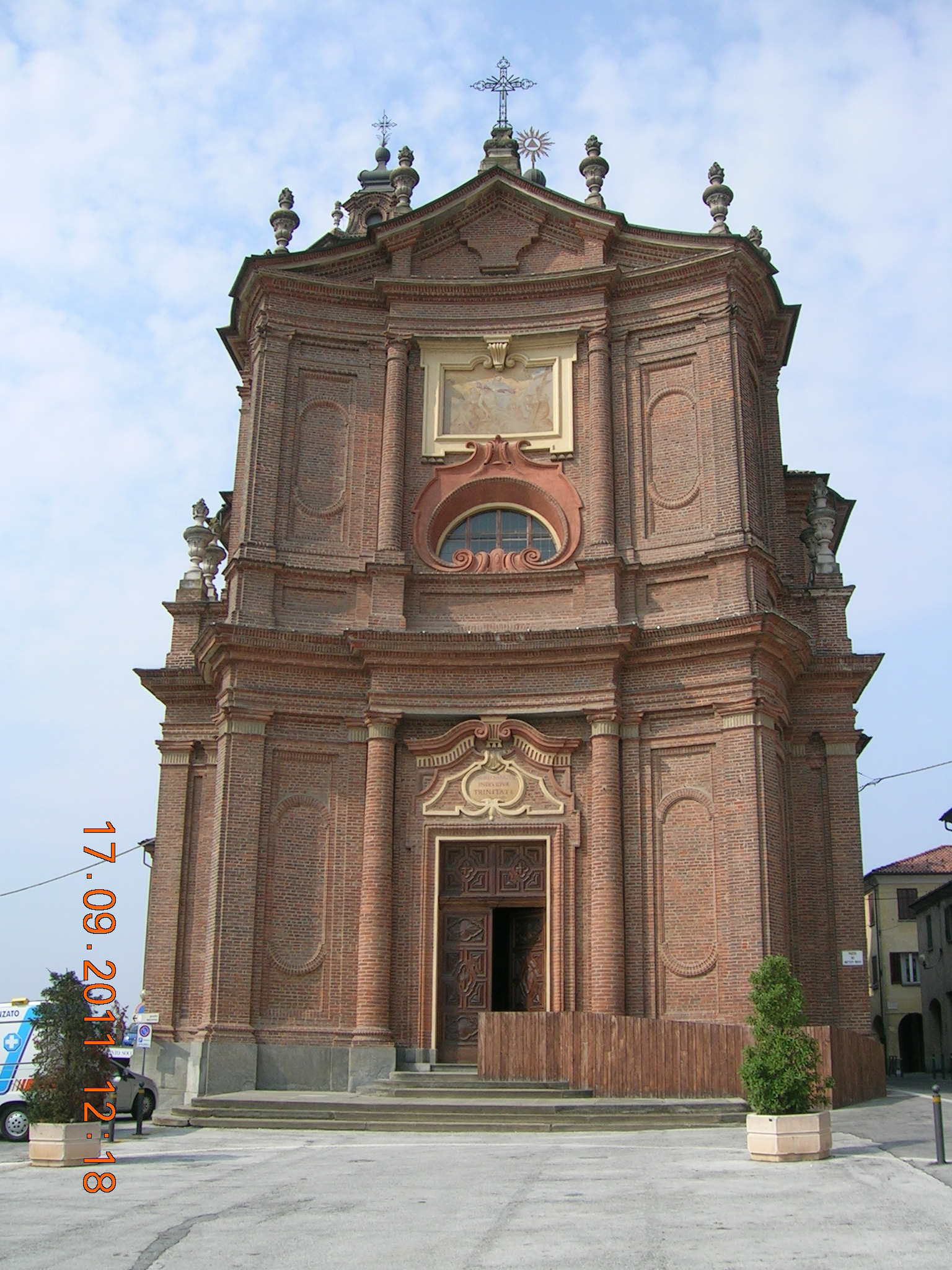
Igreja de Santa Trinità, construída em 1730. Projeto do arquiteto Francesco Gallo.

- Santuário della Madonna della Divina Provvidenza
- Chiesa del Gonfalone o dei Battuti Bianchi
- San Giovanni

## Edifícios
- Palazzo Comunale, sede da prefeitura;
- Palazzo del Comandante, sede da Cassa di Risparmio di Fossano;
- Palazzo Thesauro;
- Palazzo della Pretura;
- Palazzo Burgos, sede do Istituto Musicale Baravalle;
- Palazzo Daviso di Charvensod;
- Palazzo Righini.
- Palazzo Santa Giulia

## Pessoas de Fossano
- Giacomo Alberione, padre italiano e editor, venerado como santo pela Igreja Católica.
- Giovanni Giovenale Ancina, bispo
- Francesco Bruno di Tornaforte, governador-geral
- Paola Barale show-girl atriz e apresentadora de televisão
- Fiorenzo Bava-Beccaris (1831 - 1924) general italiano
- Ambroio Bergognone (também conhecido como Ambrogio da Fossano, ca. 1481-1522), pintor renascentista da escola milanesa
- Secondina Cesano (1879 - 1973), numismática italiana.
- Sandro Cois, ex-futebolista italiano do Turim e Fiorentina
- Cristiano Godano, violão de Marlene Kuntz
- Mario Pezzi (1898 - 1968), piloto, general, o recorde mundial de voo em altitude com um avião a hélice
- Piero Rattalino (1931), pianista, escritor e crítico musical
- Giancarlo Vallauri, o engenheiro italiano e professor universitário
- Sansone Valobra, químico e inventor do fósforo
- Lorenzo Perrone, inserido entre Justos entre as nações no museu Yad Vashem de Jerusalém
- Bruno Mellano, político italiano,  presidente do movimento Italianos Radicais

## Esportes
- Arabes Fossano Basket (série C2).
- AS Fossano Calcio;
- A.S.D.B.C. Fossano Baseball (série C1);
- Atletica Fossano '75;
- ASD Judo Fossano;
- Club Alpino Italiano, sede Fossano - Refúgio Migliorero
- Fossano Jumpers Team;
- CADP Jiu-jiutsu Fossano

## Economia
Em Fossano estão presentes em alguns dos principais produtos de panificação e confeitaria como panetone, pandori e Doves.  As maiores são:
- Balocco
- Maina
- Colussi
- Vatasso

E outras indústrias como:
- Bongioanni Macchine;
- Michelin

## Cidades Irmãs
- Rafaela - Argentina
- Camponogara - Itália
- Dlugoleka - Polônia
- Em projeto de cooperação internacional com a região de Tadla-Azilal (Marrocos)
- Em projeto de cooperação internacional com a cidade de Joal Fadiouth (Senegal)

## Galeria de fotos

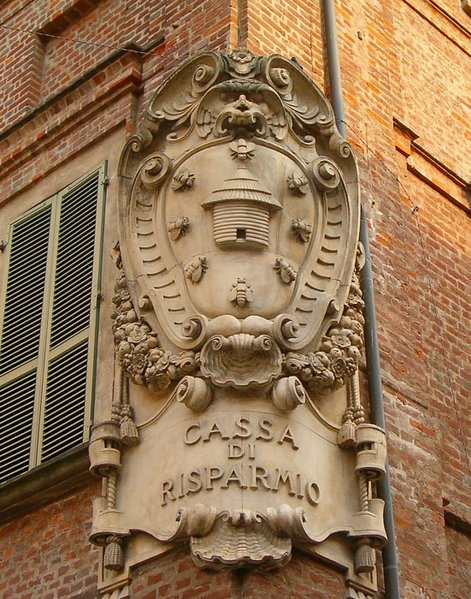
Detalhe do Palácio do comandante
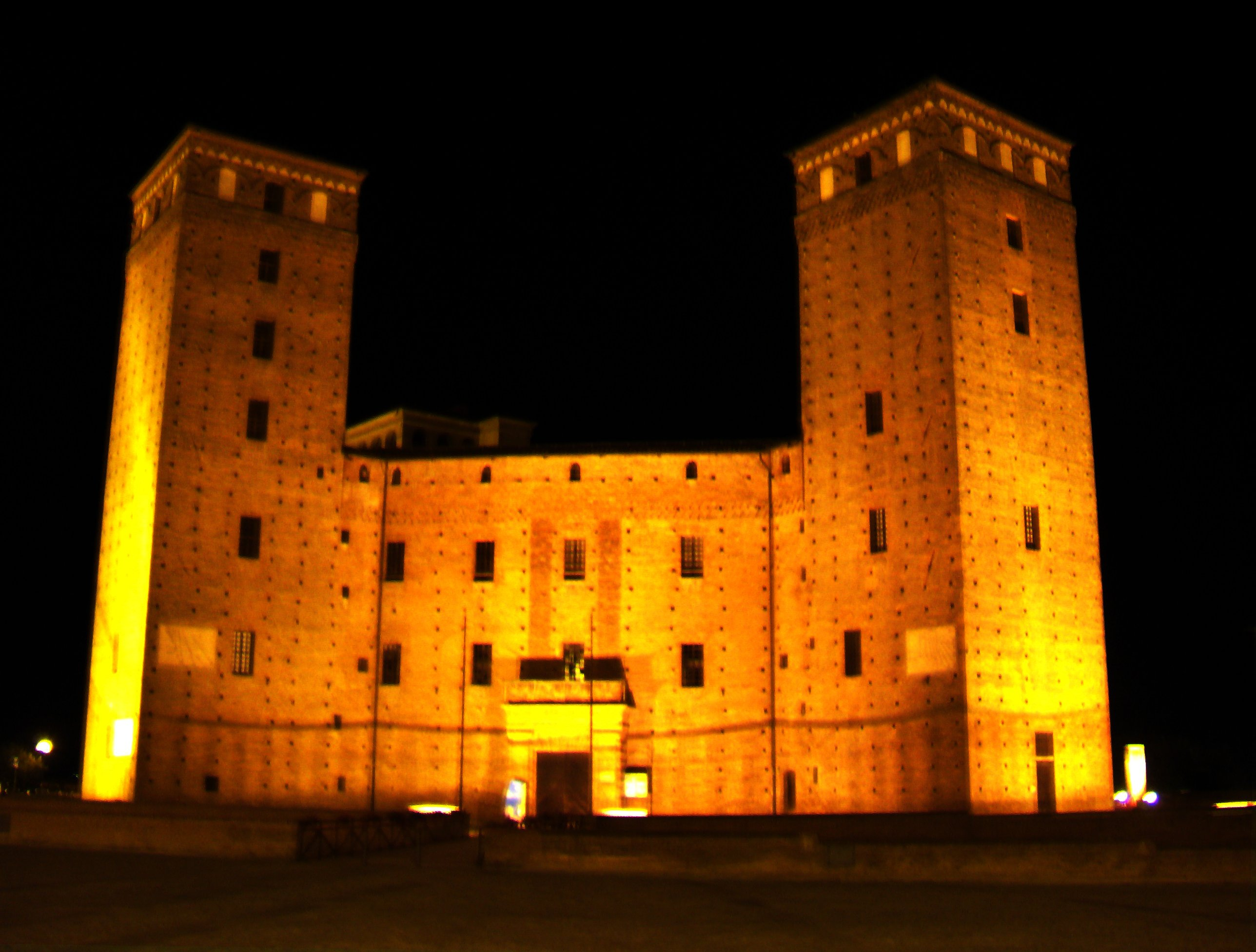
Castle